# Honda CN 250
L'Honda CN 250, commercializzato anche come Honda Helix, negli Stati Uniti d'America, Fusion e Spazio in alcuni mercati, è uno scooter prodotto dal 1986 dalla casa motociclistica giapponese Honda.

## Storia

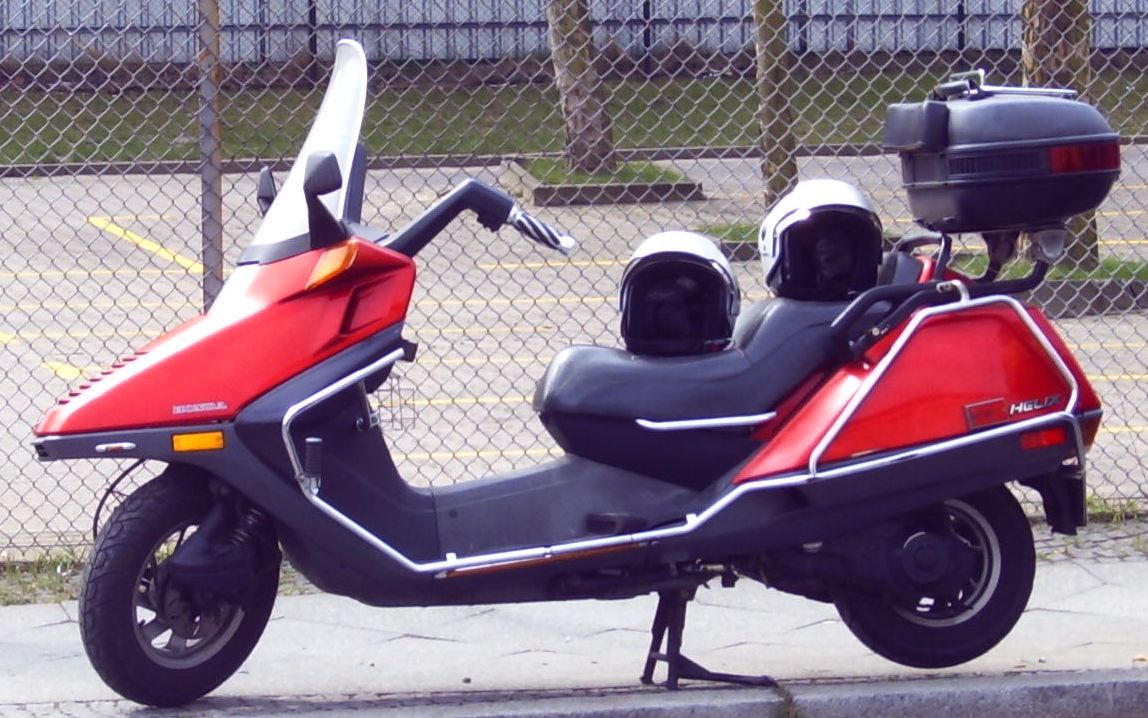
Honda CN 250

Introdotto sul mercato nell'aprile 1986, il CN250 o Helix meccanicamente e telaisticamente deriva dal Honda CH 250, al quale i tecnici Honda hanno allungato il passo di 14 pollici (360 mm), posizionato un bagagliaio integrato nella parte posteriore e ha abbassato la sella. Il CN250 era completo di contachilometri parziale, indicatori di carburante e temperatura, vano portaoggetti e bagagliaio.
Ad alimentare lo scooter c'era un motore monocilindrico a quattro tempi raffreddato a liquido da 244 cm³ con distribuzione monoalbero in testa.
Honda ha apportato pochissime modifiche all'Helix durante la sua carriera. I cerchi in alluminio hanno sostituito le ruote in acciaio all'inizio degli anni '90 e al motore sono stati aggiunti alcuni controlli delle emissioni.